# Pincio

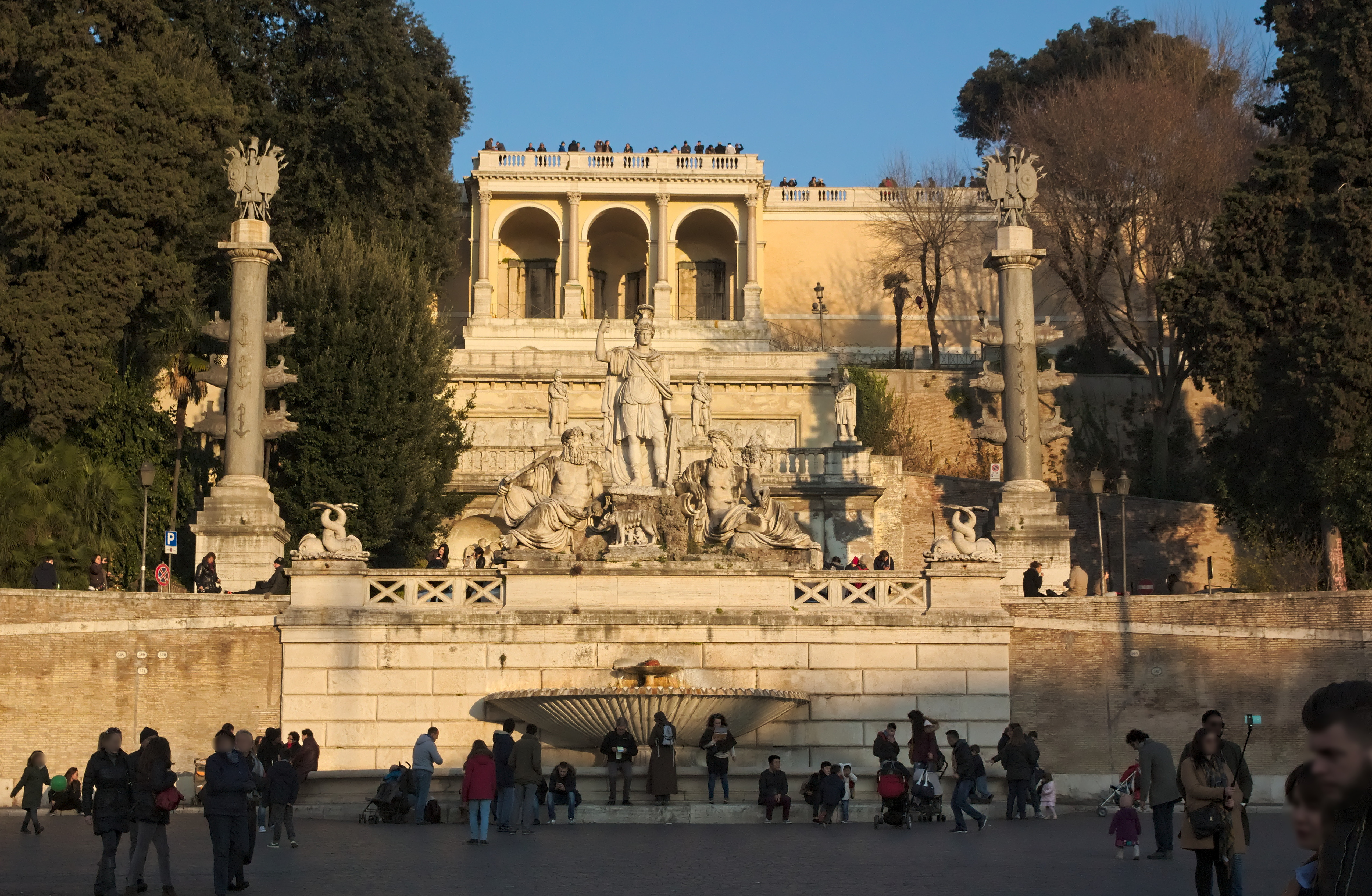
De Pincio met de Belvedère, gezien vanaf het Piazza del Popolo

De Pincio (Latijn: Mons Pincius) is een heuvel in Rome.
De heuvel bevindt zich net ten noorden van de oude stad. De Pincioheuvel behoorde niet tot de oorspronkelijke Zeven heuvels van Rome.
In de Romeinse tijd bezaten belangrijke families buitenhuizen en tuinen op de Pincio. De naam van de heuvel komt van een van die families, de Pincii.
De gehele heuvel werd binnen de stadsmuur opgenomen toen Keizer Aurelianus tussen 271 en 275 zijn Aureliaanse Muur liet bouwen.
De heuvel is vooral bekend van de Pincio tuinen en de Piazza Napoleone, een klein plein boven op de heuvel dat als een balkon over het onderliggende Piazza del Popolo en het stadssilhouet van Rome uitkijkt.
In 1901 kocht de Italiaanse staat de Villa Borghese (tuinen en gebouwen) van de familie Borghese om er een openbaar park van te maken. Er werd een brug gebouwd, die de Pincioheuvel met het nabijgelegen park verbond, waarna de Pincioheuvel deel ging uitmaken van het park Villa Borghese.